# 兼松隆之
兼松 隆之（かねまつ たかし、1945年 - ）は、日本の医学者。専門は消化器外科学。

## 経歴
内科の開業医の長男として福岡県に生まれる。1964年福岡県立修猷館高等学校を経て、1971年長崎大学医学部を卒業。
同年九州大学医学部第2外科に入局し、1976年同大学大学院医学研究科博士課程（癌研究施設細胞部門）を修了。
同年米国に留学。帰国後、1978年国立別府病院に勤務した後、1979年九州大学医学部第2外科助手、1982年同講師、1986年同助教授を経て、1991年長崎大学医学部第2外科教授に就任。2000年には広島大学医学部教授も兼任している。
2002年から2006年まで長崎大学医学部長を務め、2011年同大学を退職し名誉教授となる。
2008年には日本外科学会会長も務め、後に名誉会長となる。
2012年、旧長崎市立市民病院が長崎市から独立し、法人化した長崎市立病院機構の初代理事長に就任。2014年長崎みなとメディカルセンター市民病院（2017年に長崎みなとメディカルセンターと改称）を開院し、院長に就任する。